# Van Leemput
Van Leemput is een achternaam die afgeleid is van de plaatsnaam leemput en vermoedelijk verwijst naar "persoon wonende nabij een leemput".

## Varianten van de naam
Van Leemputte, Van Leemputten.

## Bekende naamdragers
- Bart Van Leemputten, Belgisch film- en televisieregisseur
- Cornelis van Leemputten, Belgisch kunstschilder
- Remigius van Leemput, Belgische kunstschilder
- Trijn van Leemput, Nederlandse verzetsheldin uit de Tachtigjarige Oorlog